# East Hoathly with Halland
East Hoathly with Halland is een civil parish in het bestuurlijke gebied Wealden, in het Engelse graafschap East Sussex met 1600 inwoners.